# Wisseloord Studios
Wisseloord Studios son unos estudios de grabación ubicados en Hilversum, Holanda, creados por la compañía electrónica Philips para permitir a los artistas de PolyGram, su filial discográfica, grabar en un entorno profesional. Fueron oficialmente inaugurados el 19 de enero de 1978 por el príncipe Nicolás de Amsberg. 
En un principio, los estudios fueron usados principalmente por bandas neerlandesas pero pronto acogieron grabaciones de artistas internacionales, sobre todo británicos, como Elton John, Scorpions, Orchestral Manoeuvres In The Dark, Def Leppard, Iron Maiden, Tina Turner o U2.
En 2010 se emprendió una importante reforma. Parte de estas mejoras se centraron en la actualización del equipo de grabación, con la adquisición de las nuevas mesas de mezclas Automated Processes, Inc. (Vision) y Avid (Euphonix System5). Los estudios reabrieron en 2012.

## Artistas que han grabado en Wisseloord
| - 3 Doors Down - 50 Cent - Akon - Alain Clark - Ali Campbell - Alceu Valença - André Rieu - Andrea Bocelli - Anouk - Axxis - Barclay James Harvest - The Beautiful South - BLØF - Casiopea - Channel Zero - Cristina Deutekom - Clouseau - Danger Danger - Dave Edmunds - David Knopfler - David Lee Roth - David Soul - David Sylvian - Def Leppard - D-A-D - Edsilia Rombley | - Elton John - Electric Light Orchestra - Elvis Costello and the Attractions - Epica - Foo Fighters - Francis Goya - Frankie Goes To Hollywood - Gerard Joling - Gheorghe Zamfir - Glennis Grace - Gloria Estefan - Go West - Gordon - Gotthard - Greyson Chance - HammerFall - Hollywood Undead - Indochine - Iron Maiden - James Blunt - Jeff Lynne - Judas Priest - Julia Neigel - Killing Joke - Kingdom Come - Klaus Hoffmann | - Lionel Richie - Lucie Silvas - Magnum - Manowar - Metallica - Michael Jackson - Mick Jagger - Miriam Makeba - Noa - Orchestral Manoeuvres in the Dark - Opus - Paco de Lucía - Paul de Leeuw - Paul McCartney - Paul Young - Peter Maffay - Phil Collins - Queensrÿche - Rammstein - René Froger - Robert Palmer - Robin S. - Ruth Jacott - Sade - Sarah Bettens | - Saxon - Scorpions - Shirley Bassey - Simple Minds - Simply Red - Sinéad O'Connor - Soulsister - Status Quo - Stereophonics - Sting - Technotronic - Telly Savalas - Ten Sharp - The Gathering - The Cranberries - The Police - The Stranglers - The Undertones - Thomas Anders - Tina Turner - Toots Thielemans - Trijntje Oosterhuis - U2 - UB40 - Valensia - Willy DeVille - Within Temptation - Zucchero |